# Condado de Ogle
El condado de Ogle es un condado estadounidense, situado en el estado de Illinois. Según el censo de los Estados Unidos del 2000, la población es de 51 032 habitantes. La cabecera del condado es Oregón.

## Geografía
Según la Oficina del Censo de los Estados Unidos, el condado tiene un área total de 1976 km² (763 millas²). De éstas 1966 km² (759 mi²) son de tierra y 10 km² (4 mi²) son de agua.

### Colindancias
- Condado de Winnebago (Illinois) - Norte
- Condado de Boone (Illinois) - Noreste
- Condado de Stephenson (Illinois) - Noroeste
- Condado de DeKalb (Illinois) - Este
- Condado de Carroll (Illinois) - Oeste
- Condado de Whiteside (Illinois) - Sur
- Condado de Lee (Illinois) - Suroeste

## Historia
El condado de Ogle se separó de los condados de Jo Daviessy y LaSalle en 1836, su nombre es en honor de la Joseph Ogle, un veterano de la guerra de Independencia de los Estados Unidos.

## Demografía
Según el censo del año 2000, hay 51 032 personas, 19 278 cabezas de familia, y 14 169 familias que residen en el condado. La densidad de población es de 26 hab/km² (67 hab/mi²). La composición racial tiene:
- 89,35% Blancos (No hispanos)
- 6,01% Hispanos (Todos los tipos)
- 0,44% Negros o Negros Americanos (No hispanos)
- 2,45% Otras razas (No hispanos)
- 0,42% Asiáticos (No hispanos)
- 1,06% Mestizos (No hispanos)
- 0,24% Nativos Americanos (No hispanos)
- 0,04% Isleños (No hispanos)

Hay 19 278 cabezas de familia, de los cuales el 36 % tienen menores de 18 años viviendo con ellos, el 61,30 % son parejas casadas viviendo juntas, el 8,3 % son mujeres que forman una familia monoparental (sin cónyuge), y 26,5% no son familias. El tamaño promedio de una familia es de 2,62 miembros.
En el condado el 28% de la población tiene menos de 18 años, el 7,2% tiene de 18 a 24 años, el 28,8% tiene de 25 a 44, el 23,1% de 45 a 64, y el 13,4% son mayores de 65 años. La edad media es de 37 años. Por cada 100 mujeres hay 98,4 hombres. Por cada 100 mujeres mayores de 18 años hay 96 hombres.
Tabla de la evolución demográfica:
|       | 1900   | 1910   | 1920   | 1930   | 1940   | 1950   | 1960   | 1970   | 1980   | 1990   | 2000   |
| ----- | ------ | ------ | ------ | ------ | ------ | ------ | ------ | ------ | ------ | ------ | ------ |
| TOTAL | 29 129 | 27 864 | 26 830 | 28 118 | 29 869 | 33 429 | 38 106 | 42 867 | 46 338 | 45 957 | 51 032 |

## Economía
Los ingresos medios de un cabeza de familia el condado es de $45 448, y el ingreso medio familiar es $53 028. Los hombres tienen unos ingresos medios de $39 862 frente a $23 854 de las mujeres. El ingreso per cápita del condado es de $20 515. El 7,1% de la población y el 5,3% de las familias están debajo de la línea de pobreza. Del total de gente en esta situación, 8,4% tienen menos de 18 y el 5,3% tienen 65 años o más.

## Ciudades y pueblos
| - Adeline - Baileyville - Brooks - Buffalo - Byron | - Chana - Creston - Davis - Daysville - Egan | - Flagg - Forreston - Grand - Haldane - Harper | - Hazelhurst - Hillcrest - Holcomb - Kings - Leaf | - Lindenwood - Monroe - Mount - Oregon - Paynes | - Polo - Rochelle - Stillman - Stratford - Woosung |